# Xe tăng hạng nhẹ M2
Trong Chiến tranh thế giới thứ II, M2 là xe tăng hạng nhẹ tham chiến với Lục quân Hoa Kỳ, thuộc tiểu đoàn tăng 1 trên đảo Guadalcanal vào năm 1942, phục vụ trong các tiểu đoàn tăng trong chiến tranh Thái Bình Dương và chỉ có Mỹ sử dụng chiến đấu trong chiến tranh. Tuy nhiên, người ta tin rằng M2A4 còn phục vụ ở Miến Điện và Ấn Độ. M2A4 là tiền thân của xe tăng hạng nhẹ M3 Stuart.

## Lịch sử phát triển
M2 đã được phát triển vào năm 1935 bởi Rock Island Arsenal và được lấy cảm hứng từ thiết kế đến từ trước đó T1 và T2 Vickers 6-tấn nổi tiếng. Vũ khí chính của nó là một khẩu súng máy cỡ nòng 0,50 inch, được đặt bên trong một tháp pháo nhỏ một người ngồi. Sau khi chỉ có 10 đơn vị được giao, bộ binh đã quyết định thay đổi thành một đôi tháp pháo, với một khẩu súng máy 0,30 caliber trên tháp pháo thứ hai. Xe tăng với những tháp pháo đôi đầu tiên được đặt biệt danh là "Mae West". Bố trí hai tháp pháo không hiệu quả, nhưng là một tính năng phổ biến trong những năm 1930 của xe tăng hạng nhẹ, có nguồn gốc từ các xe tăng Vickers của Anh, hay tăng T-26 của Liên Xô và tăng 7TP của Ba Lan.
Sau cuộc nội chiến Tây Ban Nha, hầu hết quân đội, bao gồm cả quân đội Mỹ, nhận ra rằng họ cần trang bị vũ khí chính cho xe tăng là một khẩu pháo chứ không phải chỉ là súng máy. Kỵ binh đã chọn một tháp pháo lớn hơn, gần giống xe M1. Năm 1940, súng máy đôi đã được thay thế bởi một tháp pháo lớn hơn với một khẩu pháo 37 mm, và bọc giáp đạt 25 mm. Nâng cấp khác bao gồm hệ thống treo cải tiến, bộ truyền động được cải thiện, và làm mát động cơ tốt hơn.
Quân đội Pháp, được đánh giá cao bởi quân đội Mỹ, được coi là có quân đội tốt nhất và hiện đại nhất ở châu Âu. Vũ khí của quân Pháp, trong nhiều trường hợp, có công nghệ tiên tiến hơn so với công nghệ xe tăng của Đức. Xe tăng Pháp đã có súng và giáp bảo vệ tốt hơn.
Năm 1938, OCM chỉ đạo vài sửa đổi với áo giáp nặng và vũ khí để đáp ứng các tiêu chuẩn của Bộ Binh Hoa Kỳ. Chiếc xe này, sau khi chuyển đổi, đã được tái chỉ định là M2A4. Xe tăng hạng nhẹ mới được trang bị với một pháo 37 M5 mm, giáp dày 1 inch (25,4 mm), và một động cơ xăng 7 xi lanh. Sản xuất M2A4 bắt đầu từ tháng 5 năm 1940, và tiếp tục cho đến tháng 3 năm 1941, có thêm 10 M2A4s đã được lắp ráp vào tháng 4 năm 1942, nâng tổng sản lượng của M2A4 lên 375 xe.

## Hình ảnh

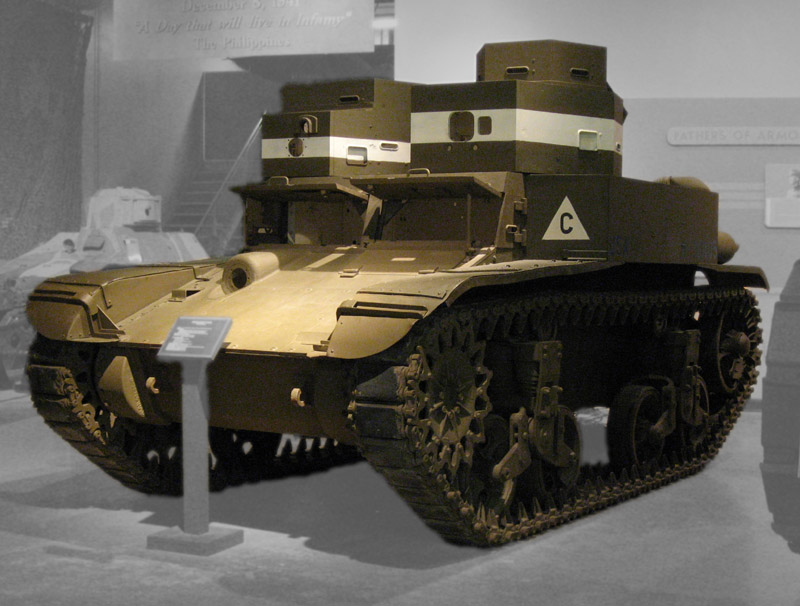
Một chiếc M2A2 "Mae West" trong viện bảo tàng.
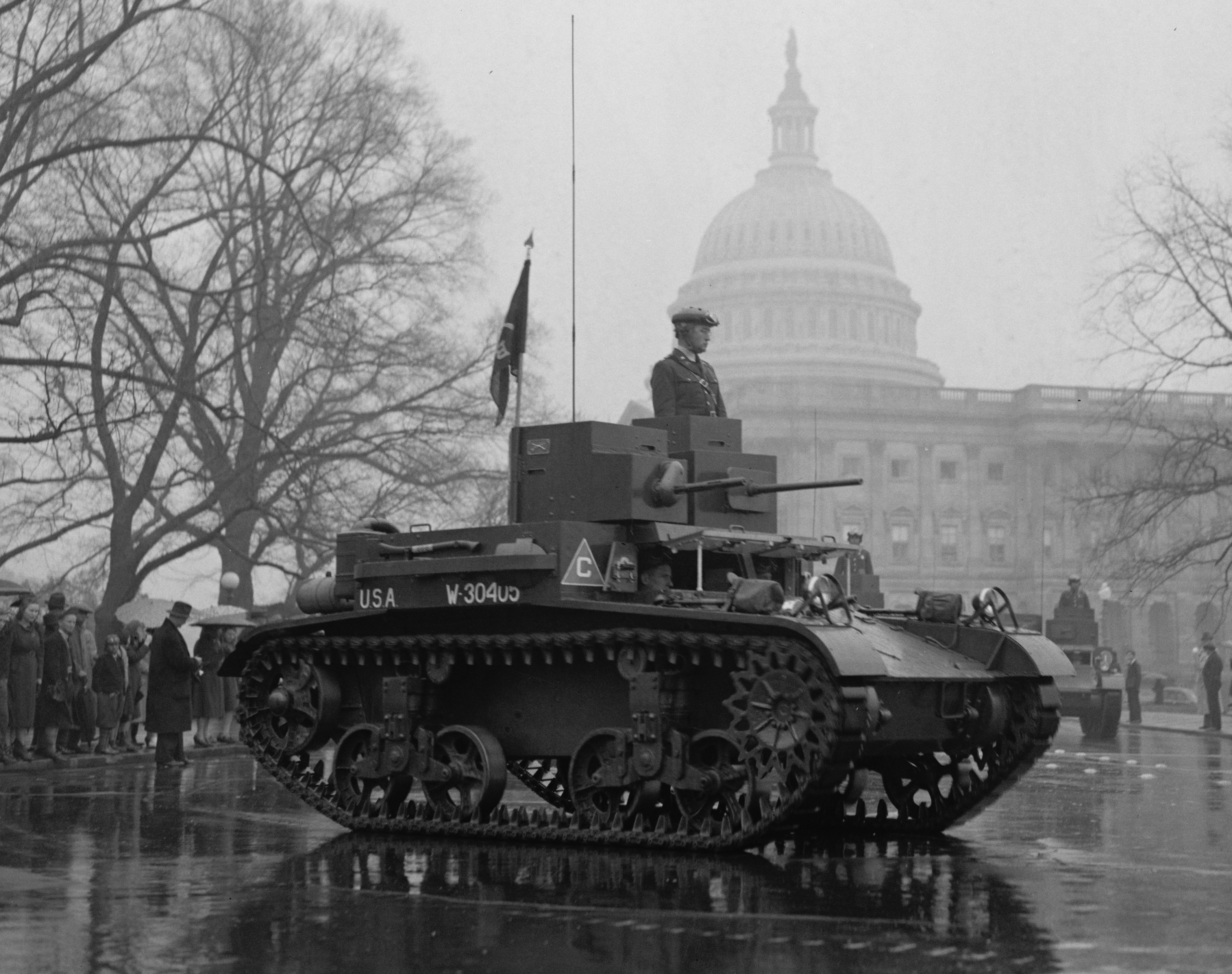
Một chiếc M2A3 trong cuộc diễu hành ở Washington năm 1939.